# The Chameleon
The Chameleon è un film del 2010 diretto da Jean-Paul Salomé. La sceneggiatura del film è basata sulla vera storia di Frédéric Bourdin che negli anni '90 a San Antonio, Texas, si spacciò per un bambino scomparso di nome Nicholas Barclay.

## Trama
Spagna. Un ragazzo si rade tutti i peli del corpo e poi si presenta alla polizia affermando di essere Nicholas Mark Randall, un sedicenne della Louisiana scomparso da anni. Il giovane racconta di essere stato rapito a quattro anni e di essere stato costretto a prostituirsi in Francia.
Il ragazzo viene così ricongiunto alla sua famiglia ma la madre Kimberly ed il fratellastro Brendan sospettano che egli non sia affatto chi dice di essere. L'agente dell'FBI Jennifer Johnson si mette ad indagare e la vera storia di quello che è successo a Nicholas inizia ad emergere.